# Géo Koger
Pour les articles homonymes, voir Koger.
Georges Konyn, dit Géo Koger, né le 31 juillet 1894 à Paris 10e et mort le 12 février 1975 à Cannes, est un parolier français. Il est le père des parolières Vline Buggy. Son prénom est parfois orthographié Léo par erreur.

## Biographie
Géo Koger commence sa carrière vers le milieu des années 1920 en écrivant des chansons pour les plus grandes vedettes du music-hall de l’époque, à commencer, en 1931, par le classique J’ai deux amours, coécrit avec Henri Varna pour Joséphine Baker sur une musique de Vincent Scotto.
Puis viennent Berthe Sylva et Ouvrard, qui partage avec lui l'écriture de son succès passé à la postérité Je n’suis pas bien portant (musique de Vincent Scotto, 1932).
Géo Koger s’associe d'ailleurs avec Vincent Scotto pour écrire une multitude d’œuvres inscrites dans le patrimoine populaire et interprétées notamment par Tino Rossi : l'aubade Ô Corse île d'amour (1934) ou, créées en 1936 pour le film de Pierre Caron Marinella et coécrites avec René Pujol et Émile Audiffred, Marinella et Tchi-tchi. En 1935, Maurice Chevalier remporte un triomphe avec son portrait du pittoresque Prosper et son fameux « yop la boum ! ». Enfin, Fréhel lui doit La Java bleue (1939).
Également gravée dans les mémoires par son créateur le Danois Georges Ulmer, une carte postale d’un coin de Paris avec « Un p'tit jet d'eau, une station de métro entourée de bistrots », Pigalle (coécrite avec Georges Ulmer, musique de Georges Ulmer et Guy Luypaerts, 1946). La collaboration Koger-Ulmer a également offert Un monsieur attendait (1947).
Dans les années 1950, il collabore avec le compositeur Loulou Gasté pour des chansons destinées à Line Renaud telles Je veux ou En dansant le cha cha cha.

### Famille
Marié avec Thérèse Serette Lévy (1899-1956), il est le père d'Évelyne et Liliane Konyn, connues comme parolières sous les noms de plume de Vline et Vline Buggy.